# Raúl Montaña
Raúl Alexander Montaña Herrera (Bogotá, 22 september 1971) is een Colombiaans voormalig professioneel wielrenner.

## Belangrijkste overwinningen
1993
- Proloog Clásico RCN

1995
- 5e etappe + eindklassement Clásico RCN

1997
- 2e, 5e en 10e etappe + eindklassement Clásico RCN

1998
- 5e, 7e en 8e etappe + eindklassement Clásico RCN

2000
- 6e + 15e etappe Ronde van Colombia
- Pan-Amerikaans kampioen op de weg

2001
- 12e etappe Ronde van Venezuela

## Grote rondes
| Jaar | Ronde van Italië | Ronde van Frankrijk | Ronde van Spanje |
| ---- | ---------------- | ------------------- | ---------------- |
| 1994 |                  |                     |                  |
| 1995 |                  |                     |                  |
| 1996 |                  |                     |                  |
|      |                  |                     |                  |
| 2000 | 65e              |                     |                  |